# Seven Nation Army
Seven Nation Army is een door Jack White geschreven nummer. Het werd in 2003 uitgegeven als single van The White Stripes en is sindsdien door verschillende artiesten gecoverd, waaronder Ben l'Oncle Soul.

## The White Stripes
De Amerikaanse alternatieve-rockgroep The White Stripes bracht het nummer in 2003 uit als eerste single van het album Elephant. 7 Nation Army bereikte de eerste plaats in de Amerikaanse Modern Rock Tracks gedurende drie weken en won de Grammy Award voor Best Rock Song in 2004. In Nederland bereikte het nummer de 22ste plaats in de Nederlandse Top 40, in de Nederlandse Single Top 100 kwam het niet verder dan een 42ste plaats.

### Achtergrond
Het nummer is bekend om zijn ondersteunende riff, die gedurende het hele lied wordt gespeeld. Hoewel het klinkt als een basgitaar (een instrument dat de groep vreemd genoeg voordien nooit gebruikt had), werd het geluid eigenlijk gevormd door Jack Whites semi-akoestische gitaar (een Kay Hollowbody-model uit de jaren 50) met een Digitech Whammy-pedaal die de klank met een octaaf verlaagde. De riff werd gecomponeerd tijdens een soundcheck voor een show in het Corner Hotel in Melbourne, Australië, volgens de notities in een boekje dat bij de dvd Under Blackpool Lights hoorde. Deze riff was geïnspireerd op het hoofdthema van Anton Bruckners Symfonie nr. 5 (Bruckner).
Volgens White was Seven Nation Army zijn benaming voor het Leger des heils (Salvation Army) als kind.
Vanwege zijn pakkende eenvoud is het thema ook als meezinger in voetbalstadions populair geworden.

### Muziekvideo
De video, die geregisseerd werd door Alex Courtes en Martin Fougerol, bestond uit één vrijwel ononderbroken shot door een caleidoscopische tunnel van weerspiegelende zwarte, witte en rode triangels, die Jacks liefde voor het getal drie uitbeelden. Sommige triangels tonen een beeld van Jack of Meg die aan het spelen zijn, en op sommige plaatsen zijn wandelende skeletten te zien en een olifant, die naar de titel van het album Elephant verwees. Als het ritme van het nummer versnelt, versnelt ook het tempo waarop een van de triangels door de tunnel voorbijkomt. Wanneer het ritme weer vertraagt, vertraagt ook de triangel in de tunnel. Gedurende de video flikkeren de omgevende triangels en andere effecten worden opgebouwd als het lied luider wordt.

### Tracklist
1. "7 Nation Army" (Jack White)
2. "Good to Me" (Brendan Benson/Jason Falkner)
3. "Black Jack Davey" (traditional)

De 7"-single bevat enkel de eerste twee nummers.

### Kritieken
7 Nation Army stond op de zesde plaats in een door het muziekblad Rolling Stone in 2009 opgestelde lijst van de vijftig beste liedjes van het decennium. In maart 2005 plaatste Q magazine 7 Nation Army op nummer acht in een lijst van de honderd beste gitaarnummers aller tijden. 7 Nation Army bereikte ook de twintigste plaats in Triple J's Hottest 100 of All Time in 2009. Het nummer stond op de dertigste plaats in de Pitchfork Media's top vijfhonderd van liedjes uit de jaren 2000, en op nummer twee in Observer Music Monthly's top 75 van liedjes van het decennium. Het bereikte de tweede plek in Channel V Australia's top duizend van liedjes van het decennium. In 2009 koos de Amerikaanse website Consequence of Sound dit nummer als hun top rocktrack van de jaren '00, net als Bostons WFNX Radio. In de vernieuwde versie van Rolling Stones The 500 Greatest Songs of All Time stond 7 Nation Army op plaats 286. Het stond verder nog op nummer 1 in Rhapsody's lijst van de 100 beste nummers van het decennium.

### Populair
Het nummer is zeer populair in Europese voetbalstadions en werd het anthem van het Italiaanse team dat in 2006 de wereldbeker won en twee jaar later deelnam aan het EK Voetbal. Het nummer wordt ook gespeeld tijdens de thuiswedstrijden van het Australische team Melbourne Victory en het Duitse team FC Bayern München na een doelpunt en werd een onofficieel anthem voor de fans van die clubs. Diverse andere ploegen, zoals Club Brugge KV gebruikten dit gedurende een periode. Het werd ook gebruikt tijdens uitzendingen van Democracy Now! over de Egyptische protesten in 2011. Ook is het nummer bekend geworden door darter Michael van Gerwen die dit nummer als Walk On Song gebruikt tijdens tv-toernooien van de PDC.

### Hitnoteringen

#### Nederlandse Top 40
| Hitnotering: 31-05-2003 t/m 28-06-2003 | Hitnotering: 31-05-2003 t/m 28-06-2003 | Hitnotering: 31-05-2003 t/m 28-06-2003 | Hitnotering: 31-05-2003 t/m 28-06-2003 | Hitnotering: 31-05-2003 t/m 28-06-2003 | Hitnotering: 31-05-2003 t/m 28-06-2003 | Hitnotering: 31-05-2003 t/m 28-06-2003 |
| Week:                                  | 1                                      | 2                                      | 3                                      | 4                                      | 5                                      |                                        |
| -------------------------------------- | -------------------------------------- | -------------------------------------- | -------------------------------------- | -------------------------------------- | -------------------------------------- | -------------------------------------- |
| Positie:                               | 37                                     | 35                                     | 31                                     | 22                                     | 38                                     | uit                                    |

#### NederlandseSingle Top 100
| Hitnotering: 10-05-2003 t/m 12-07-2003 | Hitnotering: 10-05-2003 t/m 12-07-2003 | Hitnotering: 10-05-2003 t/m 12-07-2003 | Hitnotering: 10-05-2003 t/m 12-07-2003 | Hitnotering: 10-05-2003 t/m 12-07-2003 | Hitnotering: 10-05-2003 t/m 12-07-2003 | Hitnotering: 10-05-2003 t/m 12-07-2003 | Hitnotering: 10-05-2003 t/m 12-07-2003 | Hitnotering: 10-05-2003 t/m 12-07-2003 | Hitnotering: 10-05-2003 t/m 12-07-2003 | Hitnotering: 10-05-2003 t/m 12-07-2003 | Hitnotering: 10-05-2003 t/m 12-07-2003 |
| Week:                                  | 1                                      | 2                                      | 3                                      | 4                                      | 5                                      | 6                                      | 7                                      | 8                                      | 9                                      | 10                                     |                                        |
| -------------------------------------- | -------------------------------------- | -------------------------------------- | -------------------------------------- | -------------------------------------- | -------------------------------------- | -------------------------------------- | -------------------------------------- | -------------------------------------- | -------------------------------------- | -------------------------------------- | -------------------------------------- |
| Positie:                               | 98                                     | 93                                     | 59                                     | 45                                     | 43                                     | 42                                     | 50                                     | 55                                     | 59                                     | 64                                     | uit                                    |

#### NPO Radio 2 Top 2000
| Nummer met noteringen in de NPO Radio 2 Top 2000 | '11  | '12 | '13 | '14 | '15 | '16 | '17 | '18 | '19 | '20 | '21 | '22 | '23 | '24 |
| ------------------------------------------------ | ---- | --- | --- | --- | --- | --- | --- | --- | --- | --- | --- | --- | --- | --- |
| Seven Nation Army                                | 1778 | 249 | 189 | 205 | 210 | 137 | 184 | 208 | 303 | 281 | 321 | 373 | 438 | 451 |

1. ↑  Een vetgedrukt getal geeft de hoogste notering aan.
2. ↑  2011 was het eerste jaar met een notering voor dit nummer.

## Ben l'Oncle Soul
In 2010 bracht de Franse soulzanger Ben l'Oncle Soul een soulversie van het nummer uit. Het nummer bereikte een 26ste plaats in de Nederlandse Top 40 en een 57ste plaats in de Nederlandse Single Top 100.

### Hitnoteringen

#### Nederlandse Top 40
| Hitnotering: 28-08-2010 t/m 28-06-2010 | Hitnotering: 28-08-2010 t/m 28-06-2010 | Hitnotering: 28-08-2010 t/m 28-06-2010 | Hitnotering: 28-08-2010 t/m 28-06-2010 | Hitnotering: 28-08-2010 t/m 28-06-2010 | Hitnotering: 28-08-2010 t/m 28-06-2010 | Hitnotering: 28-08-2010 t/m 28-06-2010 |
| Week:                                  | 1                                      | 2                                      | 3                                      | 4                                      | 5                                      |                                        |
| -------------------------------------- | -------------------------------------- | -------------------------------------- | -------------------------------------- | -------------------------------------- | -------------------------------------- | -------------------------------------- |
| Positie:                               | 36                                     | 28                                     | 26                                     | 29                                     | 36                                     | uit                                    |

#### NederlandseSingle Top 100
| Hitnotering: 07-08-2010 t/m 02-10-2010 | Hitnotering: 07-08-2010 t/m 02-10-2010 | Hitnotering: 07-08-2010 t/m 02-10-2010 | Hitnotering: 07-08-2010 t/m 02-10-2010 | Hitnotering: 07-08-2010 t/m 02-10-2010 | Hitnotering: 07-08-2010 t/m 02-10-2010 | Hitnotering: 07-08-2010 t/m 02-10-2010 | Hitnotering: 07-08-2010 t/m 02-10-2010 | Hitnotering: 07-08-2010 t/m 02-10-2010 | Hitnotering: 07-08-2010 t/m 02-10-2010 | Hitnotering: 07-08-2010 t/m 02-10-2010 |
| Week:                                  | 1                                      | 2                                      | 3                                      | 4                                      | 5                                      | 6                                      | 7                                      | 8                                      | 9                                      |                                        |
| -------------------------------------- | -------------------------------------- | -------------------------------------- | -------------------------------------- | -------------------------------------- | -------------------------------------- | -------------------------------------- | -------------------------------------- | -------------------------------------- | -------------------------------------- | -------------------------------------- |
| Positie:                               | 69                                     | 74                                     | 80                                     | 82                                     | 57                                     | 64                                     | 73                                     | 75                                     | 83                                     | uit                                    |

## Overige vertolkingen
Het nummer werd vertolkt door de countrygroep The Oak Ridge Boys, de funkmetalband Living Colour, de rockgroep Audioslave en de muziekgroep Scott Bradlee & Postmodern Jukebox.